# سيسرو مورايس
سيسرو مورايس (بالبرتغالية: Cicero Moraes)؛ (13 نوفمبر 1982) مصمم برازيلي لنماذج ثلاثي الأبعاد متخصص في إعادة بناء الوجه الشرعي وتصميم الأشكال الاصطناعية البشرية والبيطرية ونماذجها. كان مسؤولاً عن إعادة بناء وجوه عدد لا يحصى من الشخصيات الدينية والتاريخية مثل أنطونيو من لشبونة، القديس فالنتين من روما ومونسليسي، ومصاص الدماء من سيلاكوفيتسي، وملك سيبان، ورجل لاجوا سانتا، والسيدة مع أربعة دبابيس. وفي مجال الطب البيطري، قام بتصميم وتشكيل النماذج الصناعية لمختلف الحيوانات، منها كلب، وأوزة، وطوقان، وماكاو، وسلحفاة.